# Max The Sax

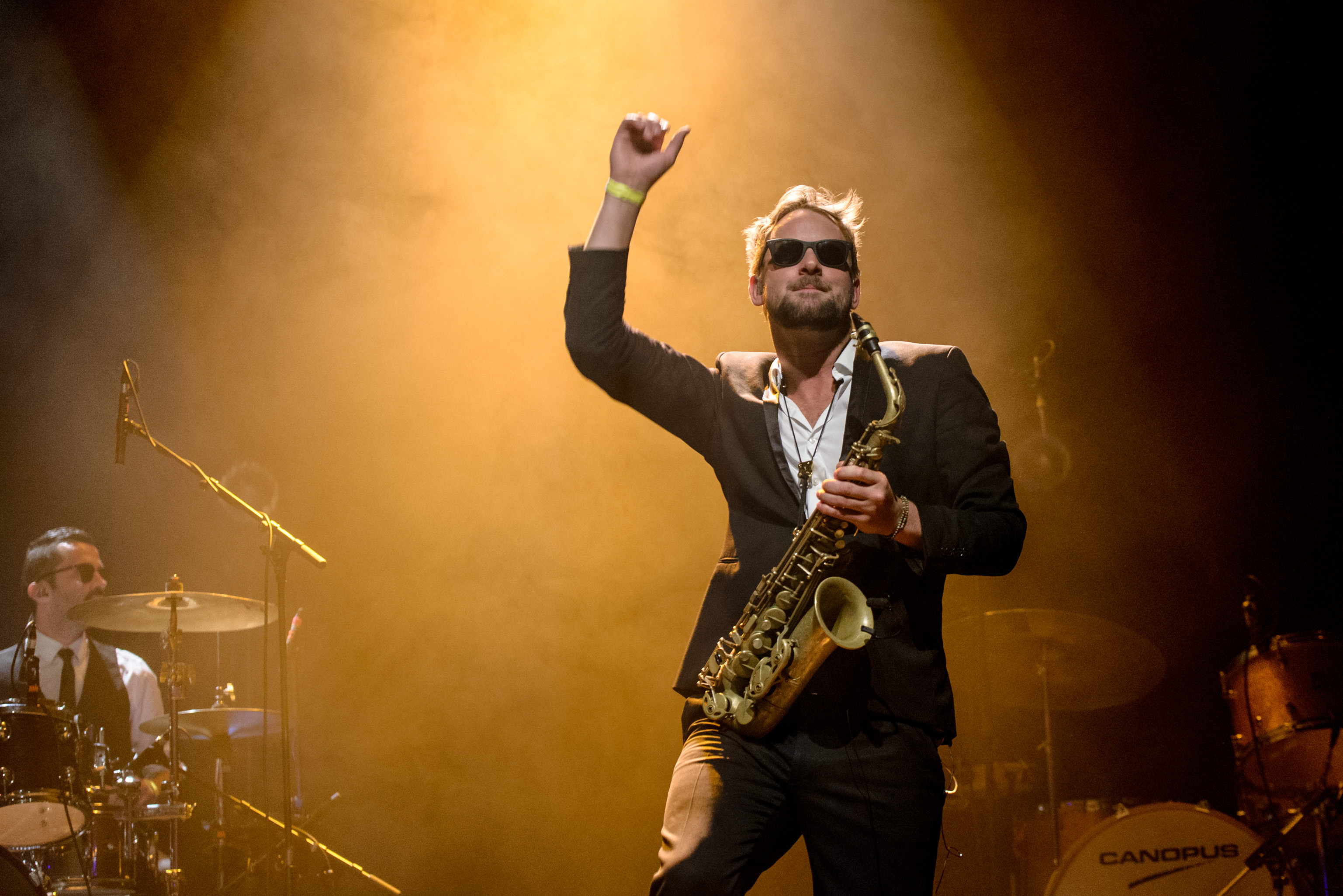
Max The Sax Muffatwerk 2016

Max The Sax (* 18. Dezember 1985 in Haag am Hausruck; eigentlich Markus Ecklmayr) ist ein österreichischer Saxofonist, Komponist und Arrangeur.

## Werdegang
Max The Sax wurde als Kind einer Musikerfamilie geboren; sein Vater ist Tubist und E-Bassist, sein älterer Bruder Schlagzeuger, der in Wien Musik studiert hat. In der Familie ist fast jeden Tag musiziert worden, stilistisch zwischen Big-Band- und Funk a la Tower of Power. Mit 17 Jahren wurde er Mitglied der Band „Soulpower“.
Beim Studium an der Anton Bruckner Privatuniversität in Linz vermittelten ihm unter anderem Harry Sokal und der viele Jahre im Vienna Art Orchestra spielende Florian Bramböck das Rüstzeug. Seine Vorbilder reichten von Ray Charles und James Brown bis zu Bruno Mars, Dr. Dre und Mr. Scruff; daneben prägten ihn Saxofonisten wie Cannonball Adderley, John Coltrane, Charlie Parker, Hank Mobley, Maceo Parker oder Michael Brecker. Durch die Begegnung mit dem Schlagzeuger Hans Jürgen Bart kam Ecklmayr zu der Funk-Formation „Düsenfried and the Stuffgivers“. Zu dieser Zeit nahm Ecklmayr auch den Künstlernamen „Max The Sax“ an. 40 Tracks und drei Alben sind daraus entstanden, 2017 trennte sich die Band. Parallel dazu begann Max The Sax 2005 seine Zusammenarbeit mit Parov Stelar. Gemeinsam tourte das Projekt durch ganz Europa, Asien, Amerika und zu bekannten Festivals wie dem Glastonbury Festival, dem Montreux Jazz Festival, dem Sziget Festival, dem Donauinselfest Wien, dem Chiemsee Summer, dem Gurtenfestival, dem Hurricane Festival, dem Southside Festival oder dem Batumi Festival. Zehn Jahre lang war Max The Sax als Saxofonist, Frontman und Co-Komponist einiger Tracks von Parov Stelar prägend für das Projekt.

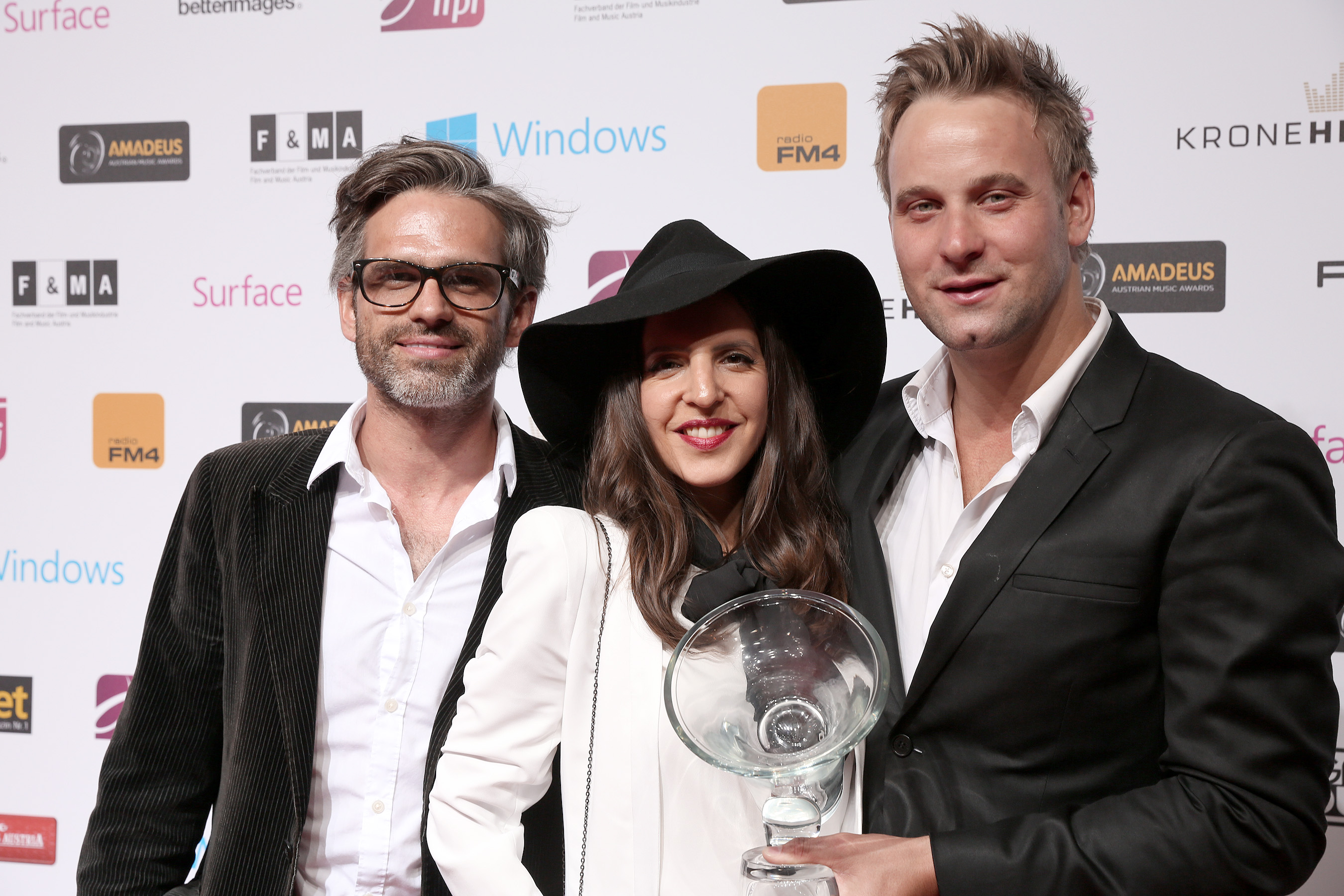
Max The Sax (rechts) Amadeus Music Awards 2014

Das Parov-Stelar-Projekt bei der Voestalpine Klangwolke kam auf seine Initiative hin zustande. Daneben spielte Max The Sax aber auch mit vielen anderen, ganz unterschiedlichen Bands und Musikern, darunter La Rochelle Band, Hubert Tubbs, Hot Pants Road Club, Cleo Panther, Dorretta Carter, Basement Freaks, Lee Anduze, Timothy Auld, Jerry di Monza, Anna F, Raphael Wressnig & The Soul Gift Band, Bart & Baker, LMT Connection, Grant Laszlo, Nick Hollywood (White Minsk), Gabriel & Castellon, Ryan Zoidis (Lettuce), Bruckner Orchester Linz, Ben Rodenburg (Bakermat), Peter Cruseder, Tyrrell, Roland Schwarz, DJ Maestro (Blue Note Trip) und Cayetano. Seit 2014 kam die Arbeit mit The Max Boogaloos dazu, hier wurde nur mit akustischen Instrumenten gespielt.
Seit 2015 tritt er mit seinem Soloprojekt „Max The Sax“ in Erscheinung.
Im Sommer 2016 spielte Max The Sax als Support von Maroon 5 in Georgien, 2017 auf Festivals mit Bad Religion oder auch Cro in Österreich und Deutschland. Anfang Oktober 2017 eröffnete er musikalisch die Spielsaison der Basketball-Bundesliga im Münchner Audi Dome für den FC Bayern München.

## Diskografie
Singles
- 2018: Max The Sax Neighbors
- 2017: Max The Sax Dance Like you Mean It
- 2017: Tyrrell feat. Max The Sax What You´re Looking For
- 2017: Max The Sax & Peter Cruseder Back In My Heart "O" Edition
- 2016: Max The Sax & Peter Cruseder New Day

### Alben
Max The Sax hat an diesen Veröffentlichungen von Parov Stelar teils als Musiker, teils als ein Part des Parov Stelar Trios und vereinzelt als Co-Autor mitgewirkt:
- 2007: Shine (CD)
- 2009: Coco (Doppel-CD)
- 2010: The Paris Swing Box
- 2012: The Princess (Doppel-CD)
- 2013: The Invisible Girl als Parov Stelar Trio (CD)
- 2013: Voestalpine Klangwolke Parov Stelar & Peter Kreuzer
- 2013: The Art of Sampling (CD)
- 2015: The Demon Diaries (CD)
- 2016: Live@ Pukkelpop (CD)

### EPS
- 2008: Libella Swing (12"-Vinyl)
- 2009: Monster (12"-Vinyl)
- 2009: Coco EP (12"-Vinyl)
- 2010: The Paris Swingbox
- 2011: La Fête
- 2014: Clap Your Hands

### Musikvideos
- 2018: Max The Sax Neighbors
- 2017: Max The Sax Dance Like You Mean It
- 2017: Max The Sax & Peter Cruseder Back In My Heart "O" Edition
- 2017: Max The Sax & Peter Cruseder Back In My Heart "O" Edition - Marco Polo Fashion Show
- 2016: Max The Sax & Peter Cruseder Trailer Video: New Day
- 2016: Max The Sax Overcome: Official Trailer
- Parov Stelar feat. Cleo Panther Nobody´s Fool
- 2013: All Night – The Parov Stelar Tour Movie 2012/2013